# Roberta Como
Roberta Como (* um 1922 in Derby (Vermont); † 11. Februar 2006) war eine US-amerikanische Musikerin (Piano, Akkordeon, Vibraphon) und Arrangeurin im Bereich des Jazz und der klassischen Musik.

## Leben und Wirken
Como war das jüngste von sieben Kindern; schon früh lernte sie autodidaktisch das Klavierspiel. Während ihrer Highschoolzeit hatte sie bereits eine eigene Radioshow. Mit 18 Jahren ging sie dann als Jazzmusikerin auf Tournee. Ihren Ehemann Frank lernte sie bei den Manhattan Serenaders kennen. Nach zahlreichen Tourneen ließ sich das Paar in New York City nieder, wo sie ihre Karriere als Arrangeurin und Musikerin fortsetzte, darunter bei Lionel Hampton, bei dem sie zwanzig Jahre arbeitete. Daneben war sie für verschiedene Sänger und Entertainer wie Neil Sedaka tätig; sie arrangierte auch für die Tonight Show-Band unter Leitung von Skitch Henderson. Aufnahmen entstanden mit der Philadelphia Orchestra, dem Mormon Tabernacle Choir und The Boston Pops unter Arthur Fiedler, außerdem für mehrere Broadwayshows, wie A Chorus Line, They’re Playing Our Song und Leonard Bernsteins 1600 Pennsylvania Avenue. 1964 entstand ein gemeinsames Album mit der Jazzpianistin Jeannie Cheatham, Academy Awards in Jazz. Für ihre Mitwirkung am Schulprogramm ABC’s of Black History erhielt sie den ASCAP Award. Im Bereich des Jazz war sie zwischen 1980 und 1985 an zwei weiteren Aufnahmesessions beteiligt. Nachdem sie sich 1988 zur Ruhe gesetzt hatte, zog Roberta Como mit ihrem Mann Frank nach Walnut Creek in Kalifornien, wo sie weiter auf lokaler Ebene auftrat, so mit Oz Ramsey’s Bay Area Big Band.  Sie starb im Februar 2006 im Alter von 84 Jahren.